# De schakers
De schakers is een schilderij uit 1913 van de Finse schilder Antti Favén (1882-1948). Dit schilderij was ontsproten aan zijn fascinatie van het schaakleven in Café de la Régence. Het is een fictieve scène in het café met diverse beroemde schakers erin verwerkt, die Favén gedurende zijn tijd in Parijs ontmoet heeft.

## Achtergrond
Yrjö Antti Favén, geboren in Helsinki, was een kosmopolitische Fin. Hij woonde van 1902 tot 1913 in Parijs, alwaar hij in de Rue Saint-Senoch werkte. Tegen het einde van de dertiger jaren verhuisde hij naar Zweden, waar hij twee jaar voor zijn dood de Zweedse nationaliteit aannam.
Gedurende een speech van het Finse schaakkampioenschap in 1932, weidde Favén uit over het schilderij. Hij benoemde onder meer zijn vriendschap met Marshall en andere schakers in Café de la Régence. Hij zei toen ook dat het schilderij geschonken zou worden aan de eerste schaker die het jaarlijkse Finse schaakkampioenschap drie keer zou winnen. Aangezien de Fin Eero Böök (1910–1990) in 1936 de eerste was die het Finse schaakkampioenschap voor de derde maal won, heeft hij vermoedelijk het schilderij ontvangen. Böök liet er in elk geval een reproductie van maken, die voor het laatst in 2006 in Shakkikoti, een schaakvereniging in Helsinki, is gesignaleerd.
Het origineel is later in handen van de Zweedse schaakgrootmeester Erik Lundin (1904–1988) gekomen. Lundin heeft dit exemplaar daarna weer gedoneerd aan de Zweedse Stockholm Schaakunie, waar het zich heden nog bevindt.

## Beschrijving schilderij
De schakers is in meerdere opzichten uniek. Het is qua afmetingen (340 x 220 cm) waarschijnlijk het grootste schilderij ooit met schaken als thema. Het model - een groep beroemde schakers in een fictieve omgeving - was ongebruikelijk. Het opmerkelijkst is echter de tijd die Favén genomen had voor de vervaardiging van dit schilderij: hij begon er aan in het jaar dat hij in Parijs aankwam en zou er ruim tien jaar aan gewerkt hebben: het schilderij was vermoedelijk in 1913 - het jaar dat Favén Parijs verliet - afgerond.
Het schilderij De schakers is ontsproten uit Favéns fascinatie voor de schaakscène in café de la Régence, een internationaal geroemde ontmoetingsplaats voor schakers. Grootmeesters die Parijs aandeden konden het café niet links laten liggen en kwamen dan ook gedurende hun bezoek aan de stad steevast ten minste een partijtje in het café spelen. Favén raakte bevriend met deze schakers, die mede door hun status de hoofdrol zouden spelen in zijn schilderij. Anno 2020 zijn in het schilderij de volgende beroemdheden met enige zekerheid vast te stellen: Tarrasch (staand linksachter), Marshall (in het midden met sigaar), Janowsky (met sigaret, rechts van Marshall), Burn (zittend voor Marshall, met pijp), en Bernstein (tegenover Burn). "Rondom de grote sterren cirkelden ook kleinere planeten met enigszins helder licht", want onder de stamgasten van het café bevonden zich alle sterren van de Parijse schaakgemeenschap. Van hen is tot op heden echter nog niemand geïdentificeerd.

De uitgebreide raampartij en boogvormige deur op de achtergrond suggereert dat Favén als decor de hoofdruimte op de begane grond van het café gekozen had. De romantische sfeer dat typisch was voor de periode van vóór de Eerste Wereldoorlog weerspiegeld en passant het einde van een zorgeloze en ongejaagde tijdperk.

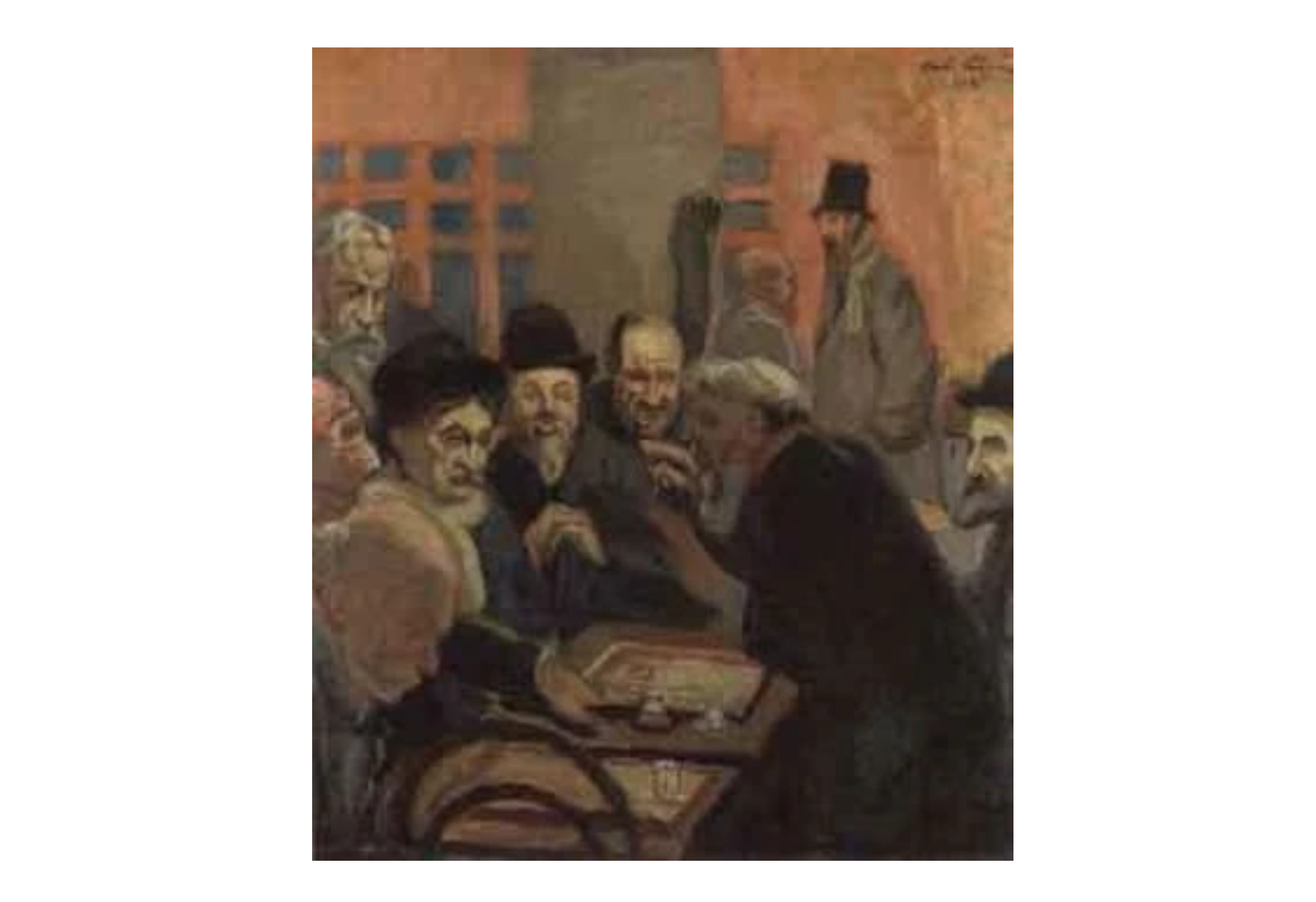
Een schilderij er tussendoor: Interieur café met schakers (1905)

Favén heeft gedurende zijn verblijf in Parijs vele schetsen gemaakt van het café en de schakers, die ongetwijfeld de opmaat naar zijn meesterwerk in 1913 waren. Zo maakte hij onder meer in 1905 een schilderij met schakers in het café. Ten minste één karakter in dat schilderij, mogelijk Blackburne, lijkt in De schakers terug te komen.

## Mysterie

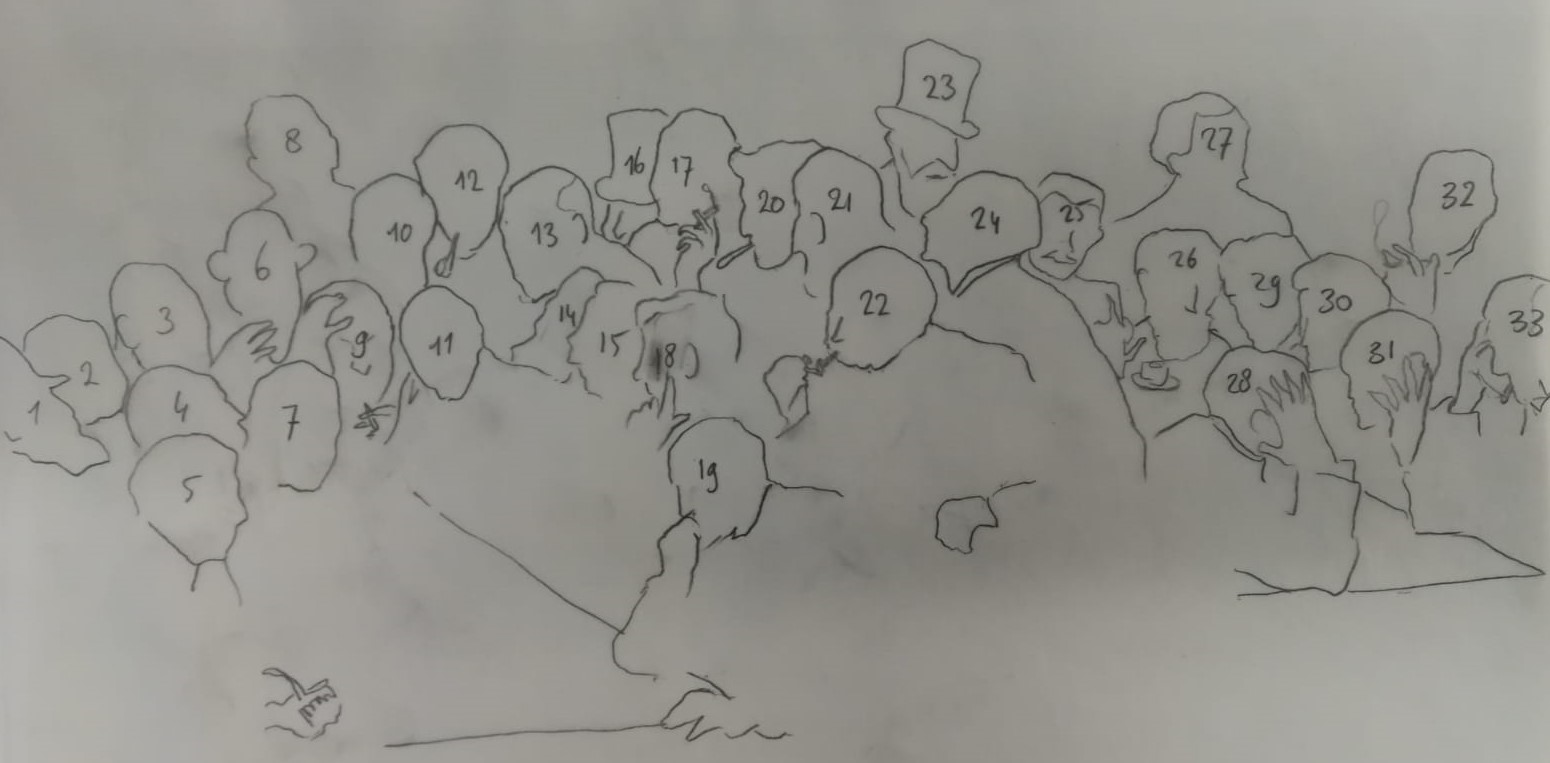
ID sleutel voor de afgebeelde personen in Schakers.

Er hangt een waas van mysterie over het schilderij omdat bekend is dat Favén alleen schakers heeft afgebeeld die gedurende zijn verblijf in Parijs het café bezocht zouden hebben, maar daarbij geen hint achtergelaten lijkt te hebben wie precies wie is en/of dat er fictieve karakters tussen zitten. Bovendien wordt de identificatie bemoeilijkt omdat het een voorstelling betreft dat over een periode van zo'n tien jaar is vervaardigd - een periode waarin mensen kunnen veranderen. Het is mogelijk dat hij een of meerdere karakters niet eens ontmoet heeft en dat hij die op basis van fotoportretten heeft ingeschilderd. Tarrasch en Bernstein lijken hiervan goede voorbeelden te zijn.
In onderstaande tabel worden de meest aannemelijke kandidaten voor de diverse afgebeelde personen genoemd.
| Nr | Gelijkenis                   | Naam                          | Opmerking | Bron  |
| -- | ---------------------------- | ----------------------------- | --- | ----- |
| 3  | Schilderij van Tauberhaus    | Jean Taubenhaus (1859-1919)   | | [ 7 ] |
| 5  |                              | Amos Burn (1848-1925)         | | [ 5 ] |
| 6  | Foto van <1924.              | Joseph Blackburne (1841-1924) | Dit karakter (nr 6) lijkt ook in Favén's eerdere schilderij (van 1905) voor te komen. | [ 5 ] |
| 8  | Foto van tussen 1900 en 1920 | Siegbert Tarrasch (1862-1934) | Het is zeer aannemelijk dat Favén zich op deze foto gebaseerd heeft bij het schilderen van Tarrasch. Als het inderdaad de vroege jaren 1900 zijn, is de afwezigheid van Capablanca, Rubinstein en Aljechin te verklaren. Aan de andere kant is het in dat geval verrassend dat Teichmann en Pillsbury lijken te ontbreken. | [ 5 ] |
| 17 |                              | David Janowski (1868-1927)    | De bronnen lijken enigszins wijvelend te zijn. | [ 5 ] |
| 19 |                              | Ossip Bernstein (1882-1962)   | Foto van 1909. | [ 5 ] |
| 20 | Gelijkenis Marshall          | Frank Marshall (1877-1944)    | | [ 5 ] |
| 27 | Nardus in het midden         | Emanuel Lasker of Leo Nardus  | Leo Nardus was een bekende mecenas in de schaakwereld. Hij was vrienden met Marshall en hij was sponsor van David Janowski. Hij heeft meermalen schaakwedstrijden in Parijs gefinancierd. | [ 9 ] |